# مصطفی آک‌باش
مصطفی آک‌باش (انگلیسی: Mustafa Akbaş؛ زادهٔ ۳۰ مهٔ ۱۹۹۰) بازیکن فوتبال اهل ترکیه است.
از باشگاه‌هایی که در آن بازی کرده‌است می‌توان به باشگاه فوتبال ترابزون‌اسپور و باشگاه فوتبال قیصریه‌اسپور اشاره کرد.
وی همچنین در تیم ملی فوتبال Turkey A2 بازی کرده‌است.